# Сент-Франсис (Миннесота)
Сент-Франсис (англ. St. Francis) — город в округе Анока, штат Миннесота, США. По данным переписи за 2010 год число жителей города составляло 7218 человек.

## Географическое положение

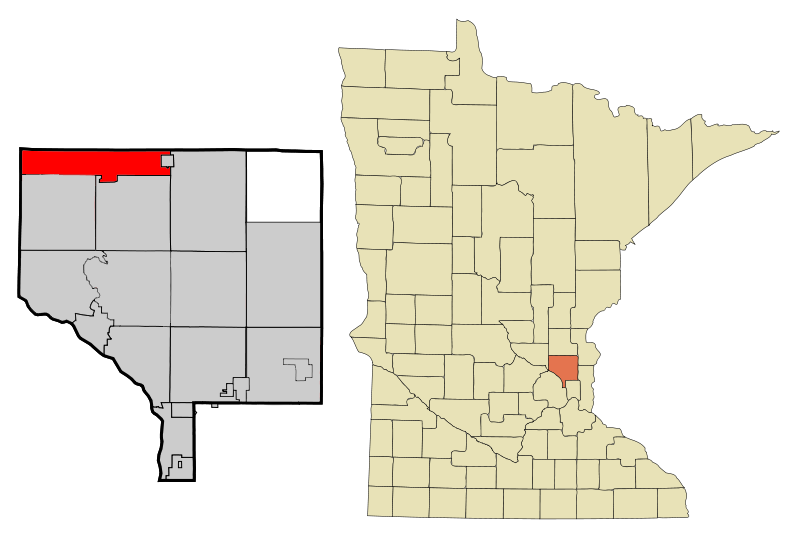
Сент-Франсис на карте округа и штата

По данным Бюро переписи населения США город имеет общую площадь в 62,08 км² (60,94 км² — суша, 1,14 км² — вода).

## История
Сент-Франсис был назван в честь святого Франциска Ассизского. Населённый пункт появился около 1855 года. Посёлок был инкорпорирован в 1962 году, стал городом в 1974 году.

## Население
По данным переписи 2010 года население Сент-Франсиса составляло 7218 человек (из них 49,5 % мужчин и 50,5 % женщин), в городе было 2520 домашних хозяйств и 1913 семей. На территории города было расположено 2650 построек со средней плотностью 43,5 постройка на один квадратный километр суши. Расовый состав: белые — 95,9 %, афроамериканцы — 0,6 %, азиаты — 0,8 %, коренные американцы — 0,4 %.
Население города по возрастному диапазону по данным переписи 2010 года распределилось следующим образом: 31,7 % — жители младше 18 лет, 3,4 % — между 18 и 21 годами, 58,4 % — от 21 до 65 лет и 6,5 % — в возрасте 65 лет и старше. Средний возраст населения — 31,5 год. На каждые 100 женщин в Сент-Франсисе приходилось 97,9 мужчин, при этом на 100 совершеннолетних женщин приходилось уже 96,5 мужчин сопоставимого возраста.
Из 2520 домашнего хозяйства 75,9 % представляли собой семьи: 55,6 % совместно проживающих супружеских пар (28,8 % с детьми младше 18 лет); 6,5 % — женщины, проживающие без мужей и 13,8 % — мужчины, проживающие без жён. 24,1 % не имели семьи. В среднем домашнее хозяйство ведут 2,86 человека, а средний размер семьи — 3,22 человека. В одиночестве проживали 17,8 % населения, 4,0 % составляли одинокие пожилые люди (старше 65 лет).

## Экономика
В 2016 году из 5581 человека старше 16 лет имели работу 3888. При этом мужчины имели медианный доход в 56 587 долларов США в год против 40 268 долларов среднегодового дохода у женщин. В 2014 году медианный доход на семью оценивался в 76 827 $, на домашнее хозяйство — в 73 211 $. Доход на душу населения — 27 254 $ в год.